# Copelatus sexstriatus
Copelatus sexstriatus är en skalbaggsart som beskrevs av Sharp 1882. Copelatus sexstriatus ingår i släktet Copelatus och familjen dykare. Inga underarter finns listade i Catalogue of Life.